# Парадная столовая (Белый дом)

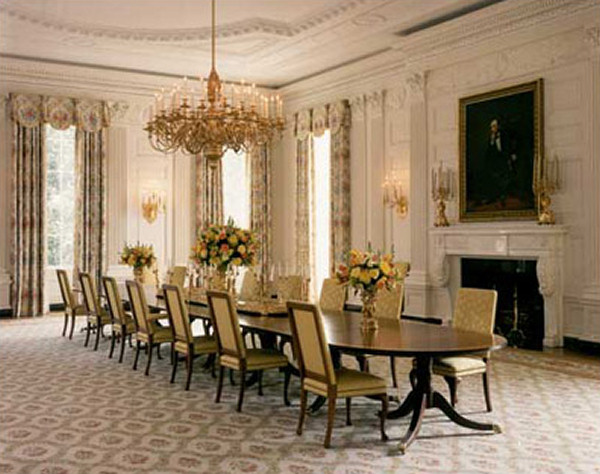
Парадная столовая во время правления Клинтона.

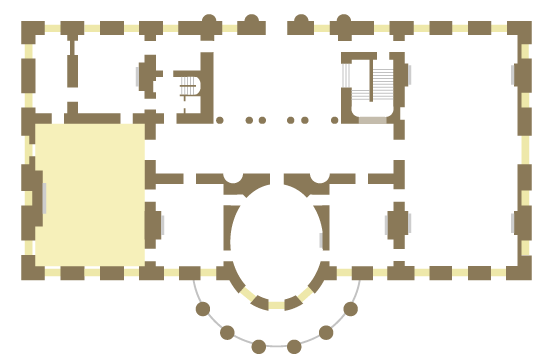
Местоположение Парадной столовой в Белом доме.

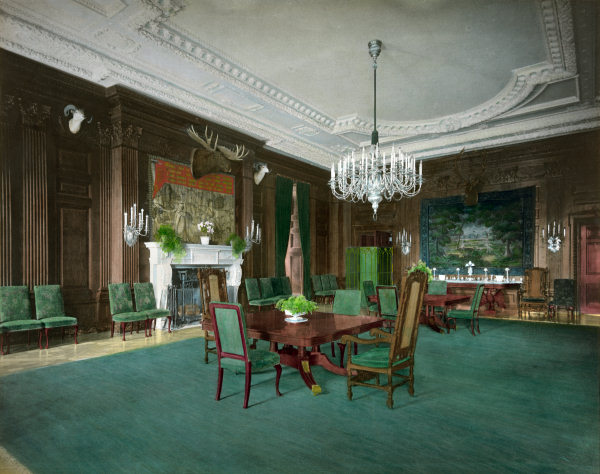
Парадная столовая во время администрации Теодора Рузвельта в 1904 году. Стены, отделанные тёмным деревом, будут настолько повреждены во время реконструкции Трумена, что их придётся закрыть картинами, для того, чтобы скрыть повреждения.

Парадная столовая расположена на втором государственном этаже Белого дома — официальной резиденции президента Соединённых Штатов Америки. Зал используется для официальных приемов и больших государственных обедов во время визитов глав иностранных государств. Столовая вмещает 140 человек. Имеет размер 48 на 36 футов (160,5 м²). В комнате шесть дверей, которые открываются в семейную столовую, Красную комнату, Центральный холл, кладовую, а также на западную террасу. При администрации Эндрю Джексона помещение официально стали называть Парадная столовая.

## История
Первый этаж Белого дома проектировался по планам архитектора Джеймса Хобана. По его идее, комната на юго-западе должна была стать столовой, но её стали использовать в качестве библиотеки и кабинета, прежде чем она стала парадной столовой. После пожара 1814 года президент Джеймс Монро в 1817 году принялся за реконструкцию здания. Под его руководством были завезены новые золотые столовые приборы и сервировка стола, которые были закуплены во Франции, орнаменты стен стали позолочено-бронзовыми. В центре был установлен стол, который достигал 4,6 метров в длину. В комнате были установлены чаши и свечи, три корзины с фруктами, поддерживаемые женскими позолоченными фигурами. В первое время в комнате находился мраморный камин из Италии, но в 1902 году его переставили в Красную комнату.
В 1902 году президент Рузвельт начал новую реконструкцию дома. Площадь столовой была увеличена почти в два раза. Комната была переделана в стиль английского неоклассицизма конца XVIII века. Помещение было заново отштукатурено, стены были отделаны тёмным деревом. Новые столы в комнате были изготовлены компанией A.H. Davenport в Бостоне. На потолке была установлена огромная серебряная люстра и два канделябра в стиле рококо. Стулья в стиле английской королевы Анны были завезены в 1902 году.
С 1949 года президент Трумен принялся за реконструкцию Белого дома, который в середине века сильно обветшал и нуждался в срочном ремонте. При реконструкции большая часть древесной обивки сильно пострадала. Это привело к тому, что комната была увешана картинами, дабы скрыть дефекты, образовавшиеся при ремонте. Позже Трумен поменял деревянные панели на новые дубовые и придал комнате черты американского стиля. Стулья были заменены на обычные столовые, что практически лишило комнату черт английского стиля.
Жаклин Кеннеди, супруга президента Джона Кеннеди, наняла дизайнера Стефана Будена для оформления интерьера, в том числе и парадной столовой. Большинство изменений, внесённых в этот период, до сих пор заметны. Люстра приняла вид серебряного блюда, были установлены позолоченные бра на боковых панелях, восстановлен камин 1902 года. На нём была выгравирована надпись из письма президента Джона Адамса своей супруге Эбигейль, написанное в 1800 году:
Я молю небеса, чтобы они дарили лучшие благословения в этот дом, и всем, кто должен в дальнейшем жить в нем. Пусть никто, кроме честных и мудрых людей, никогда не правит под этой крышей.
Консоли под цвет красного дерева были покрашены в цвет слоновой кости. На пол постелили новый ковёр — копию ковра из замка Лидс. Во время больших официальных обедов стол убирали, а на его месте ставили несколько небольших круглых столиков. Такая традиция существует и сегодня.
В 1967 году первая леди США Клаудиа Джонсон повесила в столовую новые шторы, основанные на дизайне Стефана Будена. Пэт Никсон заменила ковёр Жаклин Кеннеди на индийский. Нэнси Рейган покрасила панели в желтоватый цвет. В 1999 году под руководством Хиллари Клинтон был произведён косметический ремонт комнаты. Стены были перекрашены в светлый цвет, заново оштукатурен потолок. Сервировочный стол и консоль были восстановлены в первоначальном виде цвета красного дерева. Были вновь возвращены стулья в стиле королевы Анны, которые обили дамасским шёлком. Ковёр и шторы были выполнены в цветочном стиле. Центральный орнамент ковра напоминал медальон. Люстры и бра были отполированы, им придали металлический золотой блеск. Реконструкция современного вида парадной столовой была завершена в 1999 году.
Реставрация Парадной столовой и всего Белого дома проходили регулярно с приходом новой первой семьи в Белый дом.